# محج قلعة
مَحَجْ قلعة أو مَخَاجْ قلعة أو مَخَاتْشْكَالا (بالروسية: Махачкала)، (بالأوارية: МахΙачхъала) مدينة في جنوب روسيا، عاصمة جمهورية داغستان. ثالث أكبر مدينة في شمال القوقاز وأكبر مدينة في منطقة شمال القوقاز الفيدرالية، وأحد أكبر المدن الروسية حيث تأتي بالمرتبة السابعة والعشرين في قائمة أكبر مدن روسيا الاتحادية.

## التاريخ
أنشئت في عام 1844 على أساس قلعة عسكرية روسية «بيتروفسكويه». في عام 1857 أصبحت مستوطنة وسميت مدينة ميناء «بيتروفسك». وسبب تسميتها بـ «بيتروفسك» فهو أنه خلال الحملة الفارسية عام 1722 كان في هذا المكان معسكر لقوات البطرس الأكبر.
وفي 15 نوفمبر سنة 1918 ، تم تغيير اسمها إلى «شامل قلعة» بقرار من حاكم داغستان آنذاك نوح بيك التاركوفسكي. وذلك للحفاظ على اسم الإمام شامل في ذاكرة الداغستانيين.
وفي 14 مايو 1921 بأمر من اللجنة الثورية الداغستانية أصبحت المدينة عاصمة لجمهورية داغستان الاشتراكية السوفيتية وتمت إعادة تسميتها إلى «محج قلعة» تكريما لـ محاج دخدايف – أحد المناضلين من أجل السلطة السوفيتية.
وتمتد المدينة على ساحل بحر قزوين لأكثر من 70 كم. ويعيش فيها أكثر من 60 مجموعة عرقية داغستانية وروسية وبقية العرقيات الاتحاد السوفيتي السابق.

## محج قلعة في العهد السوفيتي
وكانت شوارع وسط المدينة مرصوفة بالحجر وتنار بقناديل نفطية وعلى طرفيها شيدت المنازل باستخدام الحجر والآجر. وكان في المدينة مخازن وصيدلية ودار عرض صغيرة ومكتبة عامة غنية ومسرحان صغيران.
كما كان في المدينة مدرستان حكوميتان (للبنين والبنات) إضافة إلى المدارس الاهلية.
وتطورت عاصمة داغستان في العهد السوفيتي بوتائر سريعة جدا، فعلى سبيل المثال ازداد عدد سكان المدينة خلال الفترة من الثلاثينيات إلى الثمانينات عشرة أضعاف عما كان عليه، وأُنشئت القاعدة الأساسية للبنية التحتية ونظام تعليمي عصري ووضع الأساس لمختلف القطاعات الصناعية. وفي أواسط الثلاثينات تطور التعليم المتوسط والمهني الاختصاصي في المدينة وافتتح معهد داغستان الحكومي للتربية. وتماشيا مع حملة تصنيع البلاد أنشئت في المدينة مؤسسات صناعية ضخمة.
وأكثر التغيرات حصلت في المدينة بعد السنوات التي تلت الحرب الوطنية العظمى. حيث ازداد إنشاء المباني السكنية وبنيت مصانع كبيرة جديدة مثل مصنع الألياف الزجاجية ومصنع النسيج ومصنع بناء الماكينات وبناء وصيانة السفن والمعدات الزراعية وغيرها.

## محج قلعة اليوم
مدينة محج قلعة اليوم عاصمة جمهورية داغستان مركز تجاري وسياسي وعلمي وثقافي كبير في جنوب روسيا. وتمتد إلى أكثر من 70 كم. على الساحل الجنوبي لبحر قزوين ويبلغ عدد نفوسها حوالي 550 ألف نسمة يمثلون أكثر من 60 قومية وطائفة دينية. وتبلغ نسبة المسلمين 90 % من مجموع سكان المدينة.
تعمل في المدينة حاليا 423 مؤسسة صناعية حكومية تختص بإنتاج ما يحتاجه المجمع الصناعي العسكري وصناعة الاخشاب والصناعات الإلكترونية والسمكية. وتعتبر المدينة مركزا علميا ضخما في منطقة شمال القوقاز، حيث يوجد فيها مركز الأبحاث العلمية التابع التابع لأكاديمية العلوم الروسية، إضافة إلى حوالي 20 معهد أبحاث في مختلف المجالات العلمية. ويوجد في المدينة حاليا عدد كبير من المدارس و 5 جامعات حكومية مثل جامعة داغستان الحكومية التي تعتبر أكبر جامعة في شمال القوقاز، إضافة إلى وجود 12 فرعا للجامعات الروسية. كما أسست فيها 23 جامعة ومعهد أهلي، بالإضافة إلى الثانويات المهنية المختلفة.
والمدينة من المراكز الثقافية في المنطقة، حيث يعمل فيها عدد من المتاحف مثل متحف التاريخ ومتحف اللوحات التعبيرية وغيرها، إضافة لذلك تعمل في المدينة 5 مسارح حكومية كالمسرح الروسي والآفاري ومسرح الدمى وغيرها من دور العرض والعديد من المكتبات العامة.
ويجري العمل منذ 3 سنوات على صيانة وترميم مركز المدينة التاريخي. كما افتتحت حدائق ومنتزهات وملاعب جديدة وكلها تشير إلى التطور الحاصل في المدينة. كما يتم التخطيط وتنفيذ بعض المشاريع السياحية على ساحل البحر، حيث يجري العمل لبناء مدينة سياحية عصرية «الشاطئ اللازوردي» تتضمن مصحات ودور سياحية وكل ما تتطلبه المدن السياحية العصرية. وعلى مسافة 18 كم. نحو الجنوب الغربي من المدينة هناك مصحة «تالغي» التي تشتهر بحماماتها العلاجية.

## جغرافيا

### الموقع الجغرافي
تقع محج قلعة بالقرب من سفوح جبال «القوقاز الكبرى» على شريط ضيق من السهول المنخفضة من الساحل الغربي لبحر قزوين بين جبل «تاركي-تاو» والبحر، الذي كان في الماضي يسمى بـ «ممر داغستان.»

### الهيدروغرافيا
تقع محج قلعة على شاطئ بحر قزوين - أكبر بحيرة في العالم. وهناك أيضا داخل المدينة بحيرات عديدة كـ «آك غيول» و«فوزوفسكويه» و«غريازيفويه». وأنهار كـ «شرينكا» و«كريفايا بالكا» و«يوزباش» و«سولاك» و«تيريك» وقناة «ثورة أكتوبر».

### المناخ
مناخ محج قلعة قاري معتدل. تبلغ متوسط درجة الحرارة السنوية إلى 12.4 درجة. الصيف حار تبلغ متوسط درجة الحرارة في أشهر الصيف إلى 23.6 درجة، وتصل درجة الحرارة اليومية القصوى إلى 36-38 درجة. الشتاء معتدل جدا، متوسط درجة الحرارة 1.7 درجة، وعند هبوط الليل تصل إلى ما دون الصفر.
هطول الأمطار السنوية 410-450 مم، والرطوبة النسبية حوالي 70٪ في السنة (في الشتاء إلى 80٪)، وفي شهري يوليو وأغسطس حوالي 50٪. طول موسم الصيف (مع درجات حرارة أعلى من 15 درجة) هو 150 يوما، ابتداء من 11 مايو ويصادف اليوم الأخير من الصيف يوم 7 أكتوبر. تهيمن رياح على الجنوب الشرقي والشمال الغربي.

## عدد السكان

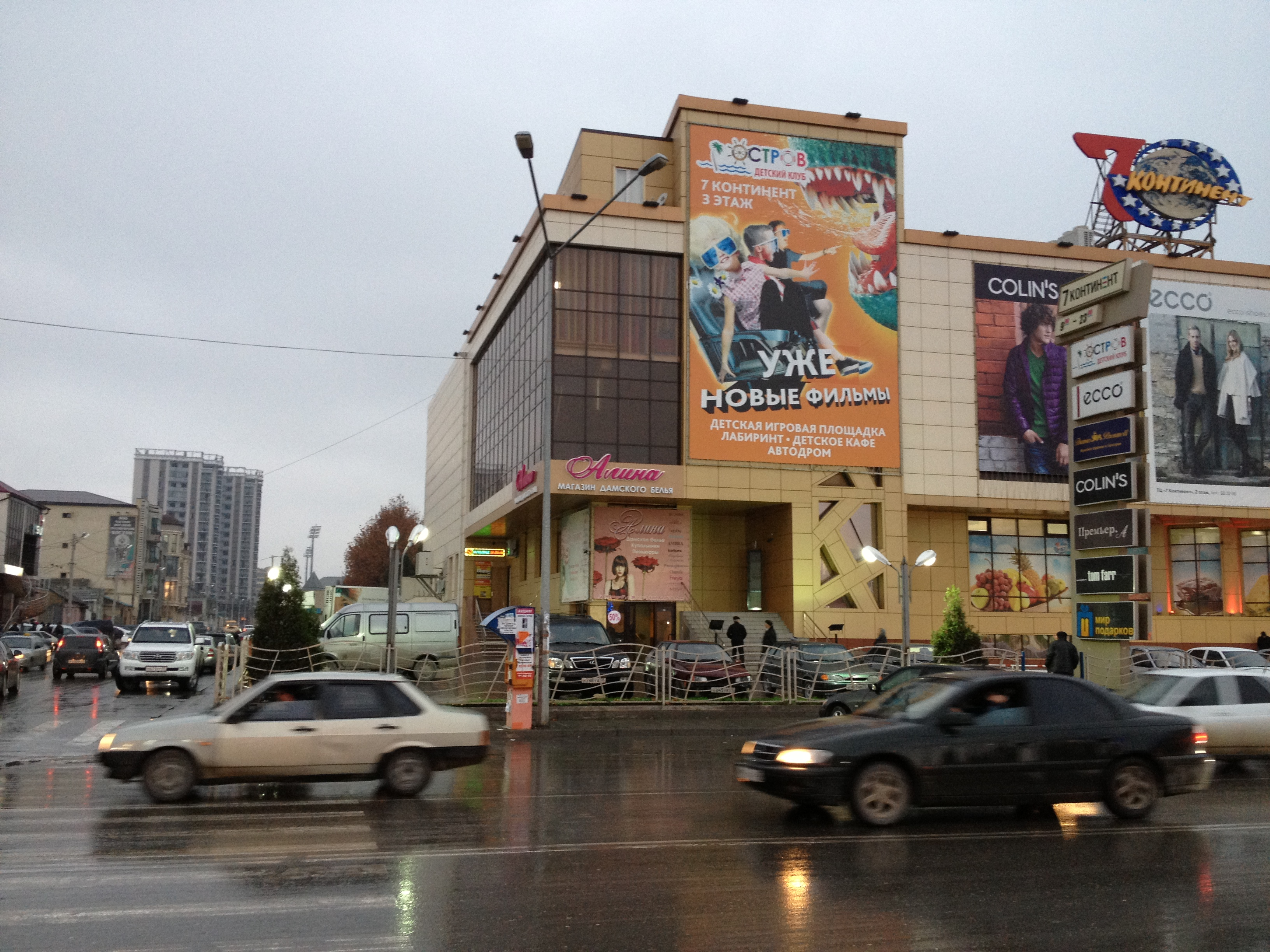
أحد شوارع المدينة

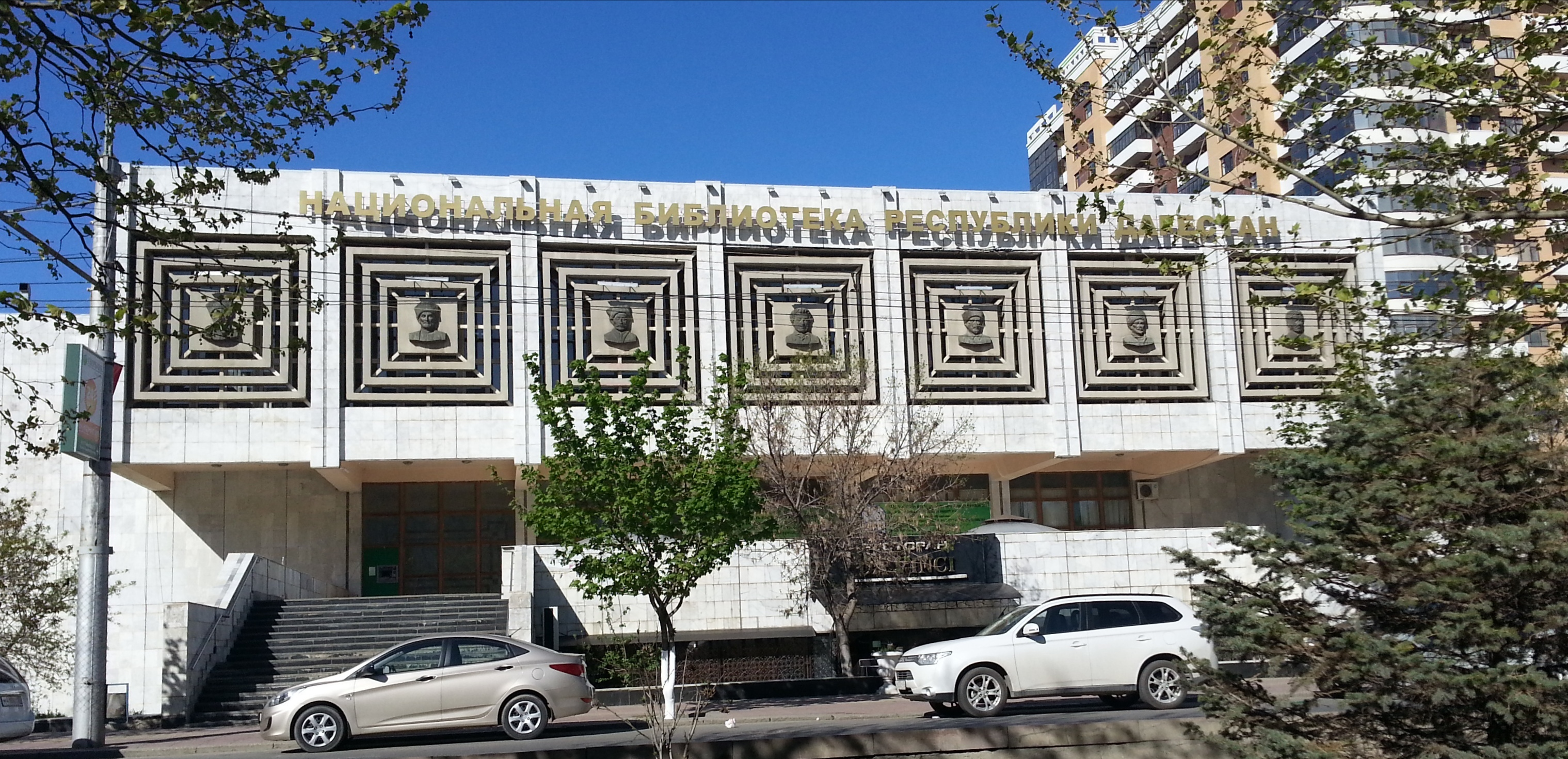
المكتبة الوطنية الداغستانية

محج قلعة - المدينة الأكثر اكتظاظا بالسكان في منطقة شمال القوقاز الفيدرالية، وواحدة من المدن الروسية الكبرى الأسرع نموا.
| السنة | عدد الســكان، ألف شخص |
| ----- | --------------------- |
| 1861  | 2,1                   |
| 1897  | 8,2                   |
| 1914  | 24,8                  |
| 1939  | 86,8                  |
| 1959  | 119,0                 |
| 1970  | 186,0                 |
| 1989  | 317,5                 |
| 2002  | 462,4                 |
| 2010  | 578,0                 |

### التكوين الديني

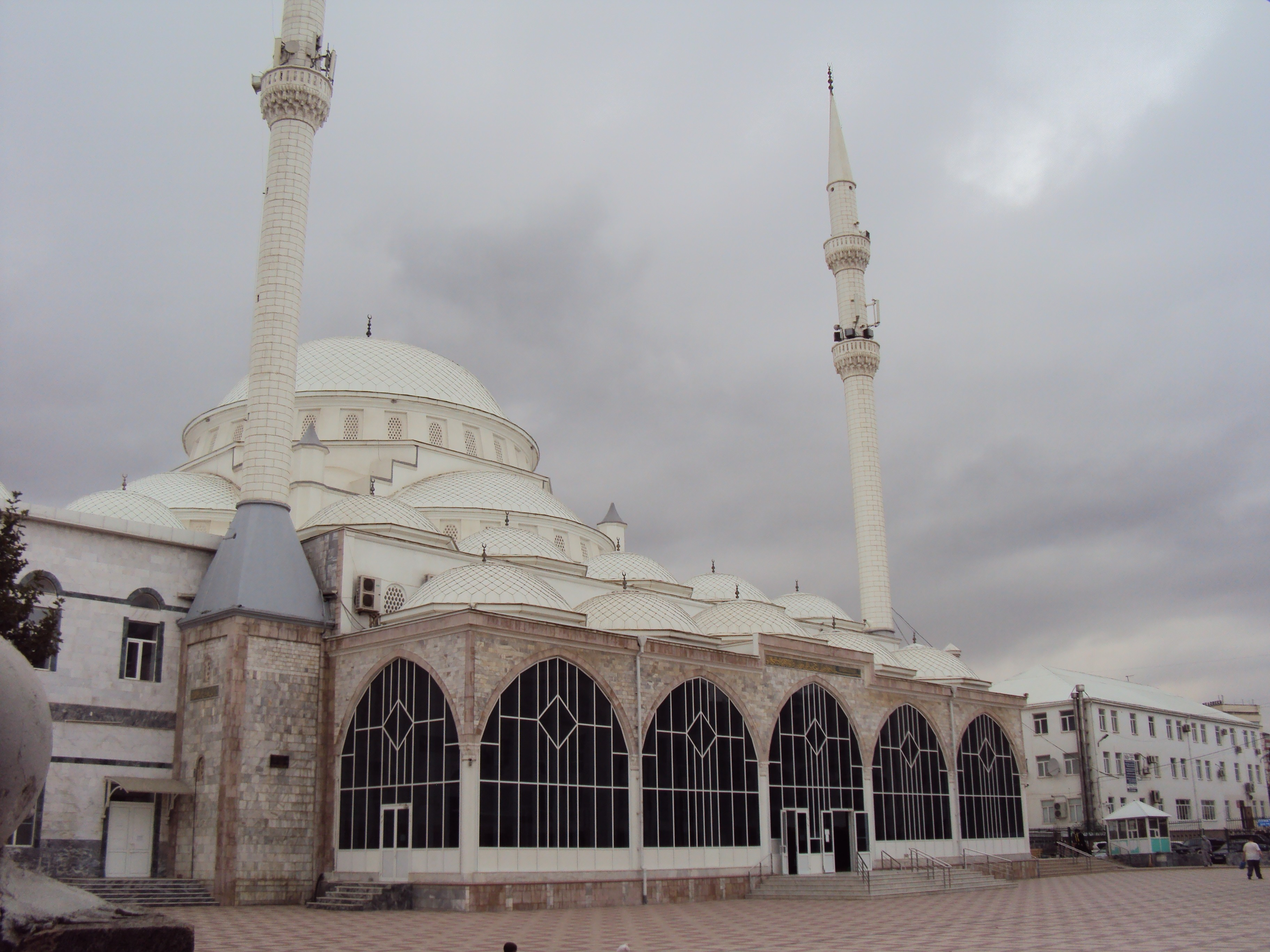
المسجد الجمعة

تتواجد في المدينة كل الطوائف الدينية العالمية عدى الطائفة البوذية. معظم السكان (90٪) يدينون بالإسلام السني على المذهب الشافعي.
يقع في المدينة المسجد الجمعة المركزي – أكبر مسجد في أوروبا، والذي بني على طراز المسجد الأزرق في إسطنبول. وتوجد في المدينة أيضا كاتدرائية أرثوذكسية باسم المريم العذراء، التابعة لأبرشية محج قلعة وغروزني. وتم بناء كنيس يهودي في شارع يسرموشكينا. وتوجد أيضا كنيسة الأدفنتست السبتيين. في السنوات ما بعد تفكك الاتحاد السوفيتي انتشرت في المدينة عدد من الديانات الأخرى: كـ السبتيين وشهود يهوه والمعمدانيين والعنصرة وإلخ.

## النقل والمواصلات

### النقل العام

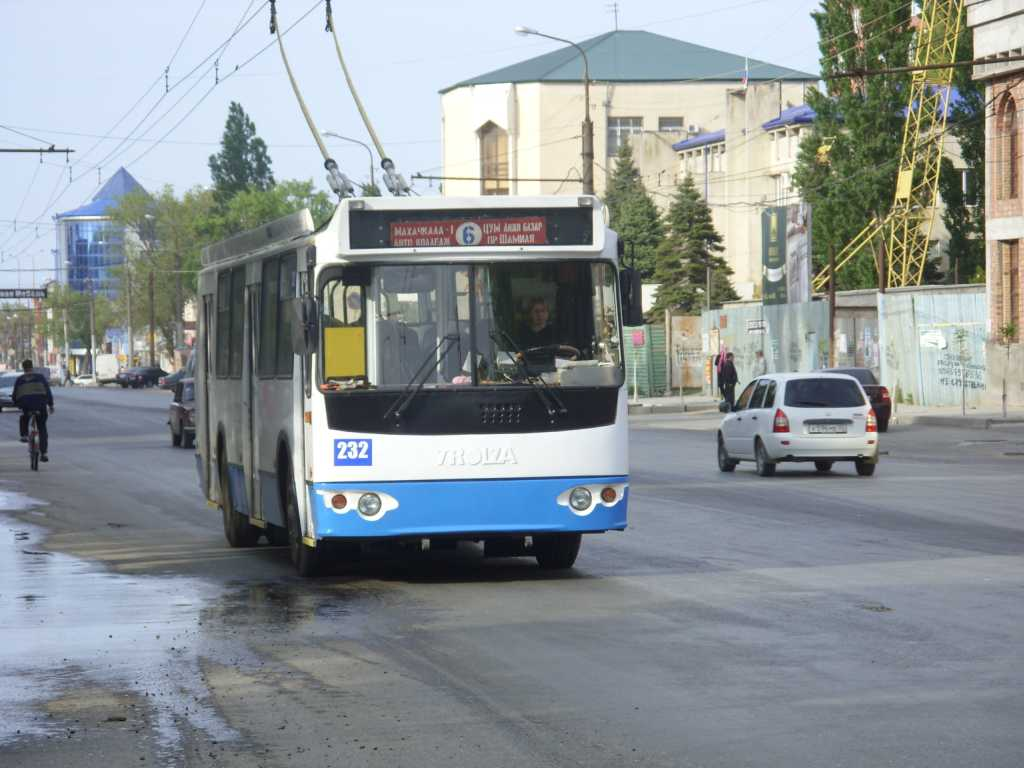
الباص الكهروبائي

النقل العام يتم من خلال سيارات الأجرة أو الباصات الكهروبائية أو الحافلات الصغيرة التي تربط ضواحي المدينة بعضها ببعض أو الحافلات الكبيرة التي تكون محددة خطوط السير سلفً والتي تربط المدينة بكبرى المدن الروسية أخرى.

### حركة القطار
خط شمال القوقاز الحديدي يربط محج قلعة بعدة مدن روسية وأجنبة، وأهما مدينة موسكو وبطرس بورغ وأستراخان وخاركوف (أوكرانيا) وباكو (أذربيجان). كما يربط بمدينتي دربند وخاسافيورت الداغستانية.

### المطارات
المطار الوحيد في المدينة هو – مطار محج قلعة الدولي، الذي يخدم لعدة شركات الطيران الروسية للقيام برحلات داخل روسيا الاتحادية وخارجها. وأهم الرحلات هي إلى:
- أكتاو ( كازاخستان)
- موسكو ( روسيا)
- بيشكك ( قرغيزستان)
- إسطنبول ( تركيا)
- جدة ( السعودية)
- دبي ( الإمارات العربية المتحدة)
- الشارقة ( الإمارات العربية المتحدة)
- باكو ( أذربيجان)
- سانت بطرسبرغ ( روسيا)
- سوتشي ( روسيا)
- كراسنودار ( روسيا)
- نيجنفارتوفسك ( روسيا)
- ييكاتيرينبرغ ( روسيا)
- كراسنويارسك ( روسيا)
- خاركيف ( أوكرانيا)

## الهندسة المعمارية والمعالم السياحية
|               |                   |                                     |                                          |
| «مسجد الجمعة» | كاتدرائية العذراء | مسجد الإمام شامل في الساحة الرئيسية | كنيسة القديس فلاديمير في الساحة الرئيسية |

### مسجد الجمعة
يقع في وسط محج قلعة، أحد أكبر مساجد أوروبا، مسجد "الجمعة" الذي بني على طراز «المسجد الأزرق» الشهير في إسطنبول. وقبل التوسعة كان المسجد يتسع لـ 6 - 7 آلاف مصلي، والآن يتسع لـ 17 ألف مصلي. وفي ساحة الجامع توجد «جامعة شمال القوقاز الإسلامية» التي يقصدها المسلمون من أقاصي روسيا.

### كاتدرائية القديس أوسبنسكي
أسست الكاتدرائية عام 1906 م وافتتحات في 2004. وفي 12 أكتوبر 2004 قام مطران باكو ومنطقة بحر القزوين ألكسندر بتكريس الكنيسة.

### النصب التذكاري لفلاديمير لينين
يقع تمثال فلاديمير لينين في شارع محمد يراغي، أمام جامعة داغستان الحكومية. في 28 سبتمبر 2010 قوض المجهولون التمثال، فتضررت كثيرا.В Махачкале вандалы взорвали памятник Ленину

## الاقتصاد
ظهرت أول مؤسسة صناعية في المدينة عام 1876 وكانت لإنتاج الجعة. وفي عام 1878 بدأت أول مطبعة بالعمل ومن ثم أسس مصنعان للتبغ.
ومع نهاية القرن 19 وبداية القرن الـ 20 بدأت المدينة تتطور بوتائر سريعة، حيث مدت خطوط سكك الحديد التي تربطها بمدينتي رستوف الروسية وباكو عاصمة أذربيجان. وفي عام 1897 زاد تعداد سكانها عن 8.5 ألف إنسان.
ومن أهم القطاعات الصناعية التي نمت وتطورت كان قطاع تصنيع الأسماك وذلك لكون بحر قزوين غني بأنواع عديدة من الأسماك وإمكانية نقلها إلى مناطق وسط روسيا. وكذلك كثرة الأيدي العاملة الرخيصة.
وأدّى التطور في قطاع الاسماك إلى ازدياد عدد ورشات إنتاج البراميل الخشبية الضرورية لحفظ الأسماك ونقلها، وفي عام 1914 أسس مصنع ميكانيكي لإنتاج هذه البراميل. في عام 1900 أنجز العمل في بناء مصنع الورق الذي ما زال يعمل وينتج حتى يومنا هذا.
ومسايرة للتطور الصناعي تم عام 1914 إنشاء مصنع صغير لتكرير النفط وازداد عدد السكان جدا، بحيث احتلت المدينة المرتبة الأولى بين مدن داغستان بعدد سكانها وأهميتها الاقتصادية.

### المسارح
- مسرح الدراما الروسية

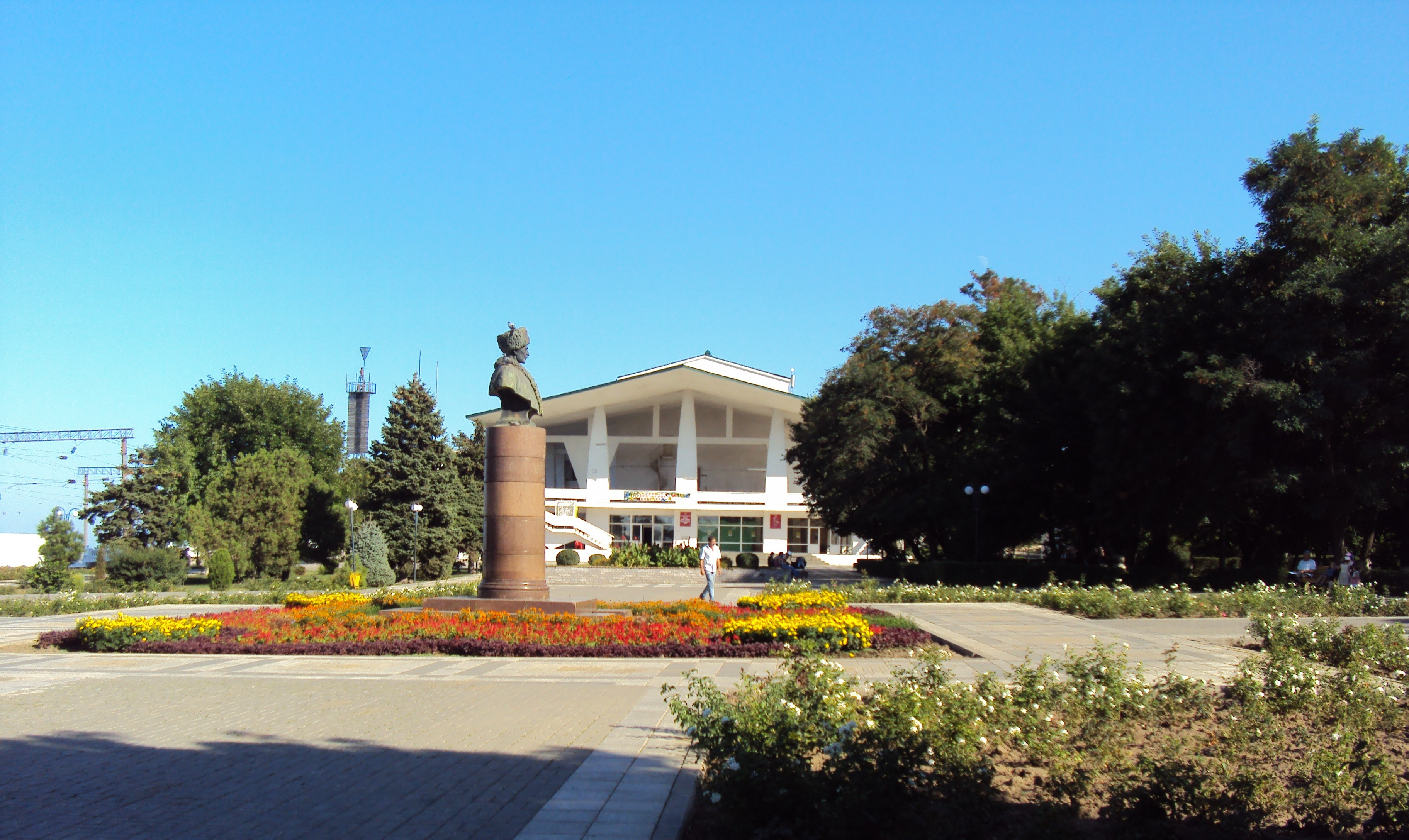
مسرح الآوار

- مسرح اللالك الحكومي للموسيقى والدراما باسم إ. كبييفا
- مسرح الآوار الحكومي للموسيقى والدراما باسم حمزة تساداسا
- مسرح القوموق الحكومي للموسيقى والدراما باسم أ.ب. صلاواتوفا
- مسرح داغستان الحكومي للدمى
- مسرح داغستان الحكومي للأوبرا والباليه

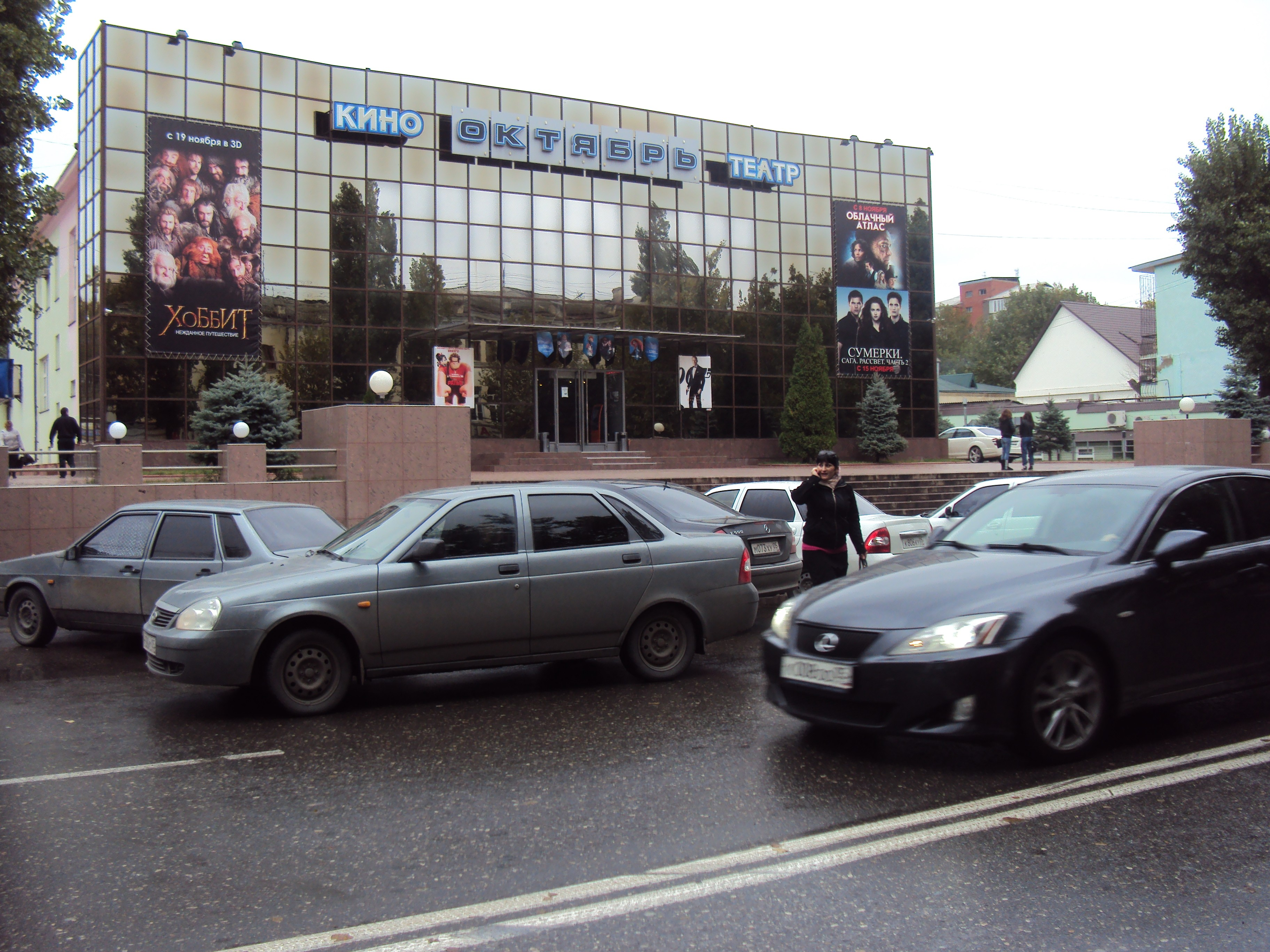
سينما أوكتوبر

- المركز الجمهوري للثقافة

### دور السينما
- السينما «روسيا»
- السينما «الصداقة»
- السينما «أوكتوبر»
- السينما «الهرم»

### رياضة
- نادي أنجي للكرة القدم
- نادي «كاسبي» للكرة القدم

### التلفزيون
- РГВК «Дагестан» - RGVK «Dagestan»
- ГТРК «Дагестан» - GTRK «Dagestan»
- MTV Столица - MTV Stolica
- ТНТ Махачкала - TNT Makhachkala
- МУЗ-ТВ Махачкала - MUZ-TV Makhachkala
- ТВЦ Махачкала - TVC Makhachkala
- RuTV Star